# Iron Junction
Iron Junction è un comune degli Stati Uniti d'America, situato nello Stato del Minnesota, nella contea di St. Louis.